# Elie Cyper
Elie Cyper (Cyperucha),, né le 12 septembre 1908 à Emeltchino, en Ukraine et mort le 15 juillet 1944 à Kovno, est un rabbin et résistant français, déporté et tué par les nazis.

## Biographie

### Enfance et formation
Elie Cyper naît le 12 septembre 1908 à Emeltchino, en Ukraine, près de Kiev, il immigre en France, le 11 mars 1922, après la mort de ses parents tués, dans un pogrom. Il finit ses études secondaires à l'École Maïmonide à Paris et obtient son baccalauréat en philosophie en juin 1927. De 1927 à 1932, il entame une licence en Lettres et en Histoire-Géographie à la Sorbonne, suivant parallèlement les cours du Séminaire Israélite de France de Paris. Il fait partie du mouvement sioniste religieux Mizrahi.
Naturalisé français en 1932, il effectue son service militaire à Strasbourg dans les Chasseurs, puis dans les services géographiques de l'armée.

### Nomination rabbin
En 1935, Elie Cyper est nommé rabbin de la Communauté de Versailles. Il enseigne en outre l'histoire juive et l'hébreu à l'École Orientale de jeunes filles de l'Alliance Israélite Universelle.
Le 6 juin 1937, il épouse Denise Ebstein, originaire d'Alsace. En mai 1938, naissent leurs jumelles, Arlette et Claudine.
Il est nommé en janvier 1939 rabbin de la Communauté de Dijon,.
Selon Julie Phillipe (2007), Elie Cyper est averti par le chanoine Kir, alors conseiller municipal de Dijon du projet des allemands de détruire la synagogue : Dans ses mémoires, le chanoine Kir déclare qu'il a sauvé  la synagogue [de Dijon] de la destruction. Les Allemands voulant détruire la synagogue, celui-ci, membre du conseil municipal, la transforme en entrepôt de vêtements pour les soldats rapatriés. Voyant qu'elle pouvait servir, les Allemands renoncent à leurs projets de destruction. Auparavant il avait pris soin de prévenir le Rabbin Élie Cyper afin qu'il sauve les objets de culte avant l'arrivée des Allemands.

### Seconde guerre mondiale
Elie Cyper est mobilisé en septembre 1939 comme capitaine-aumônier de la VIIIe Région, particulièrement dans la région de Bitche, et du secteur de la Sarre.
Fait prisonnier en mai 1940 à Saint-Florentin dans l'Yonne, il s'évade, et devient aumônier de la VIIe Région à Bourg (Ain) jusqu'à fin août 1940, date de sa démobilisation.
En août 1940, il devient le « rabbin des réfugiés » à Dole, dans le Jura, et est adjoint en décembre de la même année au rabbin de Périgueux, Victor Marx, débordé par l'afflux de 12 000 réfugiés repliés en Dordogne,. il succède au rabbin Victor Marx, à la mort de ce dernier, en février 1944.

### Résistance et déportation
Actif dans le groupe Combat de la Résistance à partir de mai 1943, Elie Cyper parvient à mettre sa famille à l'abri, plaçant, en novembre 1943, ses filles dans une institution tenue par des religieuses catholiques, et trouvant un refuge pour sa femme à la campagne. 
Nommé Capitaine des FFI le 7 avril 1944, il est arrêté par la Gestapo, le lendemain, le 8 avril 1944, le premier jour de la fête de Pessah. Son épouse et ses filles échappent à la déportation.

Le rabbin Cyper est interné durant un mois à Périgueux, puis transféré à Limoges, et ensuite à Drancy. Il n'y reste que cinq jours, avant d'être déporté depuis la gare de Bobigny, le 15 mai 1944 par le convoi 73,,,,. Il est tué par les Nazis à Kovno, Lituanie-Estonie, à l'âge de 35 ans.

## Distinctions
Elie Cyper est décoré de la croix de guerre 1939-1945 et reçoit la médaille de la Résistance française.
- Croix de guerre 1939-1945
- Médaille de la Résistance française (1947, à titre posthume)[17]

## Hommage
Le 2 février 2008, le passage piétonnier reliant la rue de la Synagogue à la place Wilson à Dijon devient la Rue du Rabbin Elie Cyper avec l'inscription : Mort en déportation. Médaille de la Résistance et croix de guerre. 1908-1944. Ses deux filles, Arlette Cyper-Treister et Claudine Cyper-Fontanini, sont présentes, ainsi que deux petites filles,,.